# Lion (película)
Lion (en español, Un camino a casa) es una película biográfica dirigida por Garth Davis y escrita por Luke Davies. Está basada en la historia autobiográfica del hombre de negocios australiano Saroo Brierley y en su libro no ficcional A Long Way Home, publicado en 2013. Está protagonizada por Dev Patel, Rooney Mara, David Wenham y Nicole Kidman. Fue estrenada mundialmente el 10 de septiembre de 2016 en el Festival Internacional de Cine de Toronto. El film fue estrenado comercialmente en Estados Unidos el 25 de noviembre de 2016 por The Weinstein Company.

## Sinopsis
Saroo es un niño que con tan solo cinco años, mientras vivía con su hermano mayor Guddu, su madre y una hermana  menor en Khandwa (Madhya Pradesh), se extravía en un tren, y al llegar a Calcuta, se ve imposibilitado de comunicarse al no hablar bengalí, a miles de kilómetros de su hogar. Tras un largo viaje acaba siendo adoptado por los Brierley, una pareja australiana, quienes lo llevan a vivir a Tasmania (Australia). Veinticinco años después, con la única ayuda de la aplicación Google Earth, Saroo intentará encontrar a su familia biológica.

## Reparto
- Dev Patel como Saroo Brierley.[4]
- Rooney Mara como Lucy.[5]
- David Wenham como John Brierley.[5]
- Nicole Kidman como Sue Brierley.[4]
- Sunny Pawar como Saroo Brierley de joven.
- Priyanka Bose[6]
- Nawazuddin Siddiqui[6]
- Tannishtha Chatterjee[6]
- Deepti Naval[6]
- Divian Ladwa[5]
- Pallavi Sharda[7]
- Benjamin Rigby
- Sachin Joab

## Producción
El 24 de abril de 2013 se anunció que Garth Davis haría su debut como director con la película biográfica de Saroo Brierley, basada en su libro de memorias A Long Way Home, para See-Saw Films y Sunstar Entertainment. En mayo de 2014 The Weinstein Company compró los derechos de distribución mundial del drama titulado Lion por US$12 millones. Luke Davies adaptó el libro para la película; mientras que Screen Australia y Fulcrum Media Finance la co-financiarían, See-Saw, Sunstar y Aquarius Films la producirían. Iain Canning, Angie Fielder y Emile Sherman fueron incluidos como productores de la cinta. En octubre de 2014 Dev Patel y Nicole Kidman fueron incluidos al reparto para interpretar los papeles principales del film. En enero de 2015 Nawazuddin Siddiqui, Priyanka Bose, Tannishtha Chatterjee y Deepti Naval se sumaron al elenco. En abril de 2015 así lo hacen Rooney Mara, David Wenham y Divian Ladwa. Pallavi Sharda también se sumó al reparto del film, interpretando al amigo de Saroo. Volker Bertelmann y Dustin O'Halloran compusieron el score de la cinta.

## Recepción
La película recibió críticas mixtas después de su estreno en el Festival Internacional de Cine de Toronto. En Rotten Tomatoes posee un porcentaje de aprobación de 86%, basada en 209 críticas, con una calificación promedio de 7,3/10. En Metacritic tiene una puntuación de 69 sobre 100, con base en 45 críticos, indicando «críticas generalmente favorables».

## Premios y nominaciones
| Premio                       | Categoría                | Receptores                                              | Resultado | Ref(s) |
| ---------------------------- | ------------------------ | ------------------------------------------------------- | --------- | ------ |
| Premios Óscar                | Mejor película           | Iain Canning, Angie Fielder, Emile Sherman              | Nominada  | [ 15 ] |
| Premios Óscar                | Mejor actor de reparto   | Dev Patel                                               | Nominado  | [ 15 ] |
| Premios Óscar                | Mejor actriz de reparto  | Nicole Kidman                                           | Nominada  | [ 15 ] |
| Premios Óscar                | Mejor guion adaptado     | Luke Davies                                             | Nominado  | [ 15 ] |
| Premios Óscar                | Mejor banda sonora       | Dustin O'Halloran y Volker Bertelmann                   | Nominados | [ 15 ] |
| Premios Óscar                | Mejor fotografía         | Greg Fraser                                             | Nominado  | [ 15 ] |
| Premios Globo de Oro de 2016 | Mejor película dramática | Garth Davis, Iain Canning, Angie Fielder, Emile Sherman | Nominado  | [ 16 ] |
| Premios Globo de Oro de 2016 | Mejor actor de reparto   | Dev Patel                                               | Nominado  | [ 16 ] |
| Premios Globo de Oro de 2016 | Mejor actriz de reparto  | Nicole Kidman                                           | Nominado  | [ 16 ] |
| Premios Globo de Oro de 2016 | Mejor banda sonora       | Hauschka, Dustin O'Halloran                             | Nominado  | [ 16 ] |